# Behringen (Hörselberg-Hainich)
Behringen ist ein Ortsteil der Gemeinde Hörselberg-Hainich im Wartburgkreis in Thüringen. Bis zum freiwilligen Zusammenschluss mit der damaligen Gemeinde Hörselberg im Dezember 2007 war Behringen der Hauptort der am 1. Juli 1999 gebildeten gleichnamigen politischen Gemeinde. Zu dieser gehörten die bis dahin selbstständigen Ortschaften Craula, Reichenbach, Tüngeda und Wolfsbehringen am Nationalpark Hainich. Behringen hat 1492 Einwohner (Stand Juni 2018).

## Geschichte
Die Region um Behringen war altes Königsland. Zu Beginn des 9. Jahrhunderts wurde Behringen in einem Verzeichnis der von Erzbischof Lullus († 786) von Mainz an das Kloster Hersfeld von Freien verliehenen Güter erstmals urkundlich erwähnt. In einer Schenkungsurkunde vom 18. Mai 874 wird Baringe nebst anderen 116 Orten in Thüringen als dem Stift Fulda zehntpflichtig erwähnt. Erzbischof Liubert zu Mainz und auch Abt Sigehard zu Fulda machten beide das Recht der Zehnterhebung für sich geltend. Den Streit darüber entschied König Ludwig der Deutsche (840–876) am Hofe zu Ingelheim zu Gunsten der Abtei Fulda.
Von 1170 bis 1393 waren dann die Herren von Behringen Lehensträger, später die Herren Gansauge, von Cölleda, von Greußen und Hörselgau. Danach nahmen die Herren von Treffurt die Vogteirechte wahr. Sie vererbten sie 1305 an die Herren von Wangenheim, die dann bis 1945 Besitzer in Behringen waren.
Seit 1992 besteht eine Partnerschaft mit Sitterswald, einem Ortsteil der Gemeinde Kleinblittersdorf im Saarland.

### Gemeindegliederung
Die Gemeinde Behringen entstand am 1. Juli 1950 durch den Zusammenschluss der Orte Großenbehringen, Oesterbehringen und Wolfsbehringen. Am 1. Januar 1957 verließ Wolfsbehringen den Verbund und wurde wieder selbständig. Am 1. Juli 1999 wurde die Verwaltungsgemeinschaft Behringen (bestehend aus den Gemeinden Behringen, Craula, Reichenbach, Tüngeda und Wolfsbehringen) durch den Gesetzgeber zur Einheitsgemeinde Behringen gemäß § 35 des ThürGNGG umgewandelt. Diese wiederum ging am 1. Dezember 2007 in der Gemeinde Hörselberg-Hainich auf.
Zu Behringen gehörten seinerzeit auch Hütscheroda sowie die heutigen Wüstungen Heßwinkel und Riede ⊙.

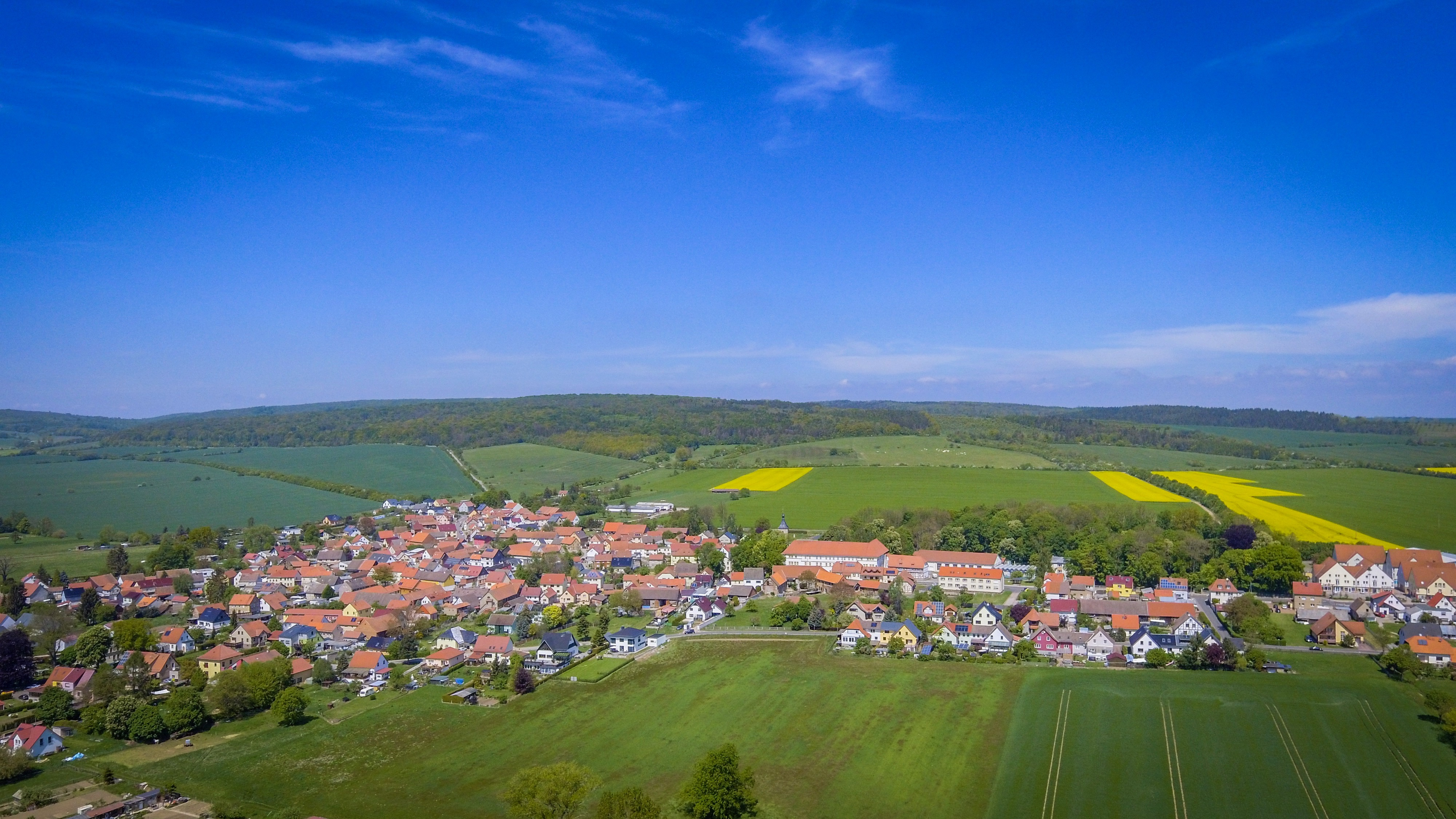
Luftaufnahme Großenbehringen, Südansicht (2019)
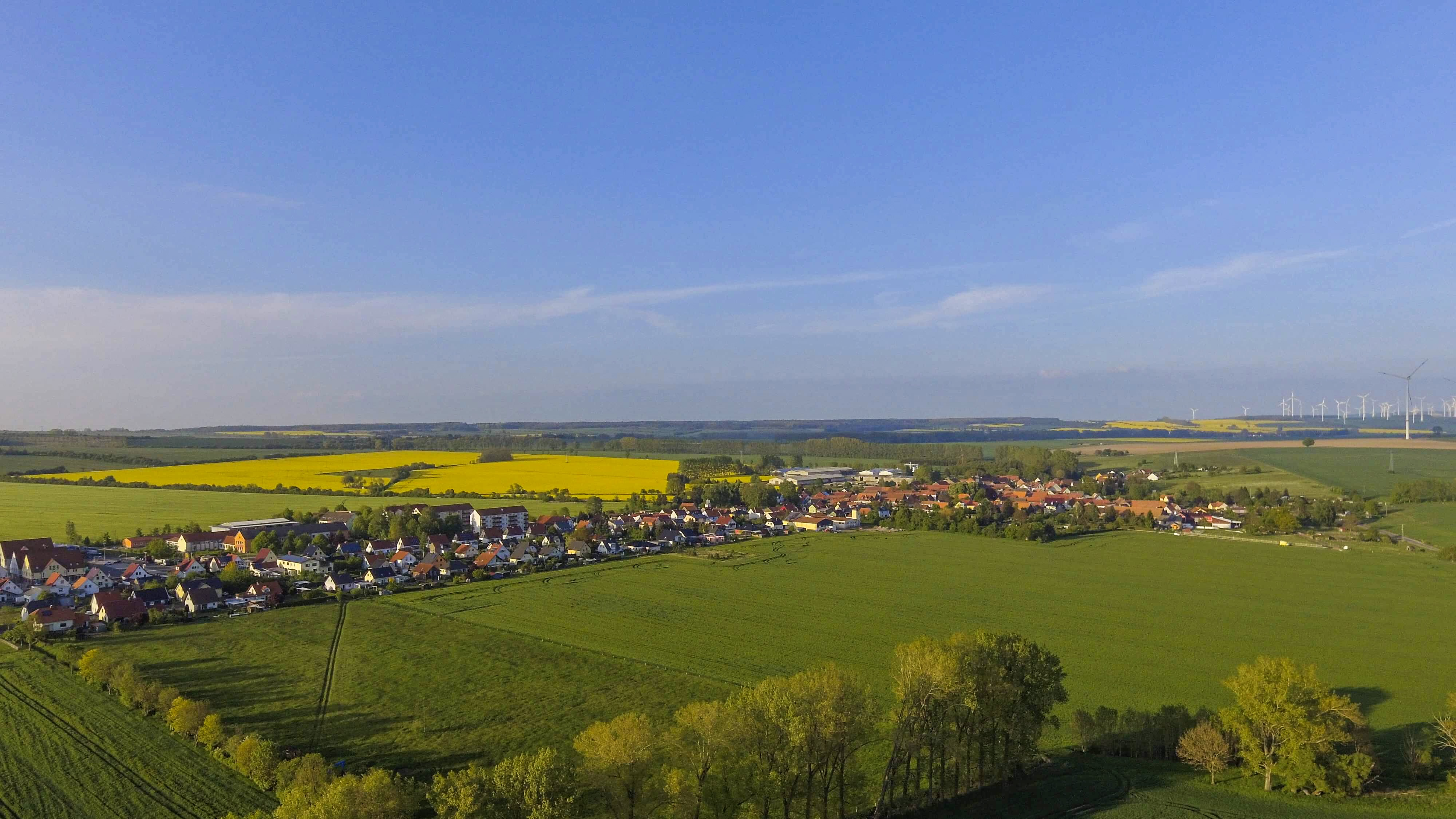
Luftaufnahme Oesterbehringen, Südansicht (2019)
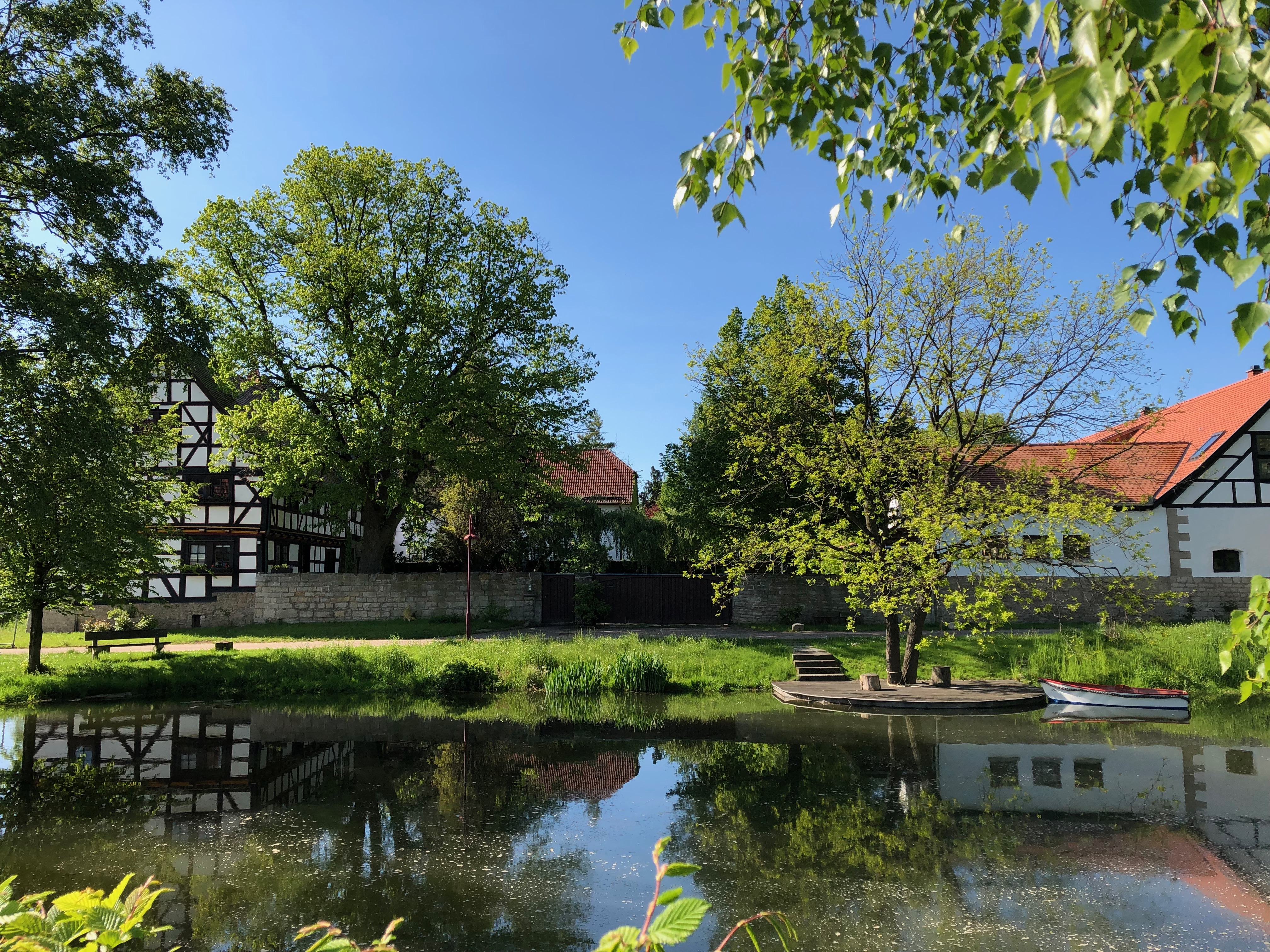
Alter Dorfteich in Oesterbehringen, 2019

## Sehenswürdigkeiten
Sehenswürdigkeiten sind das Schloss Behringen und ein Skulpturenwanderweg. Die Weymouthskiefer im Schlosspark ist ein Wahrzeichen des Ortes Behringen.
Der letzte adelige Besitzer des Schlosses war 1928 Othmar von Wangenheim. Das Schloss war bis zur entschädigungslosen Enteignung 1945 im Besitz der Familie von Wangenheim. Bis zu ihrer Flucht im Juni 1945 vor der Ankunft der Roten Armee lebten dort auch sein Schwiegersohn Karl-August Herzog von Sachsen-Weimar-Eisenach und seine Gattin Elisabeth geb. von Wangenheim.
Die markante Weymouthskiefer im Schlosspark wurde bereits 1939 als Naturdenkmal ausgewiesen. Ihre Wuchsform ist einzigartig in Mitteleuropa.
Die Martin-Luther-Kirche steht in der Weißen Gasse 22 des ehemaligen Ortsteils Großenbehringen.
Nördlich von Behringen befindet sich das Naturschutzgebiet Großenbehringer Holz. Es hat eine Gesamtfläche von 110 Hektar. Die Ausweisung erfolgte am 23. März 1961.

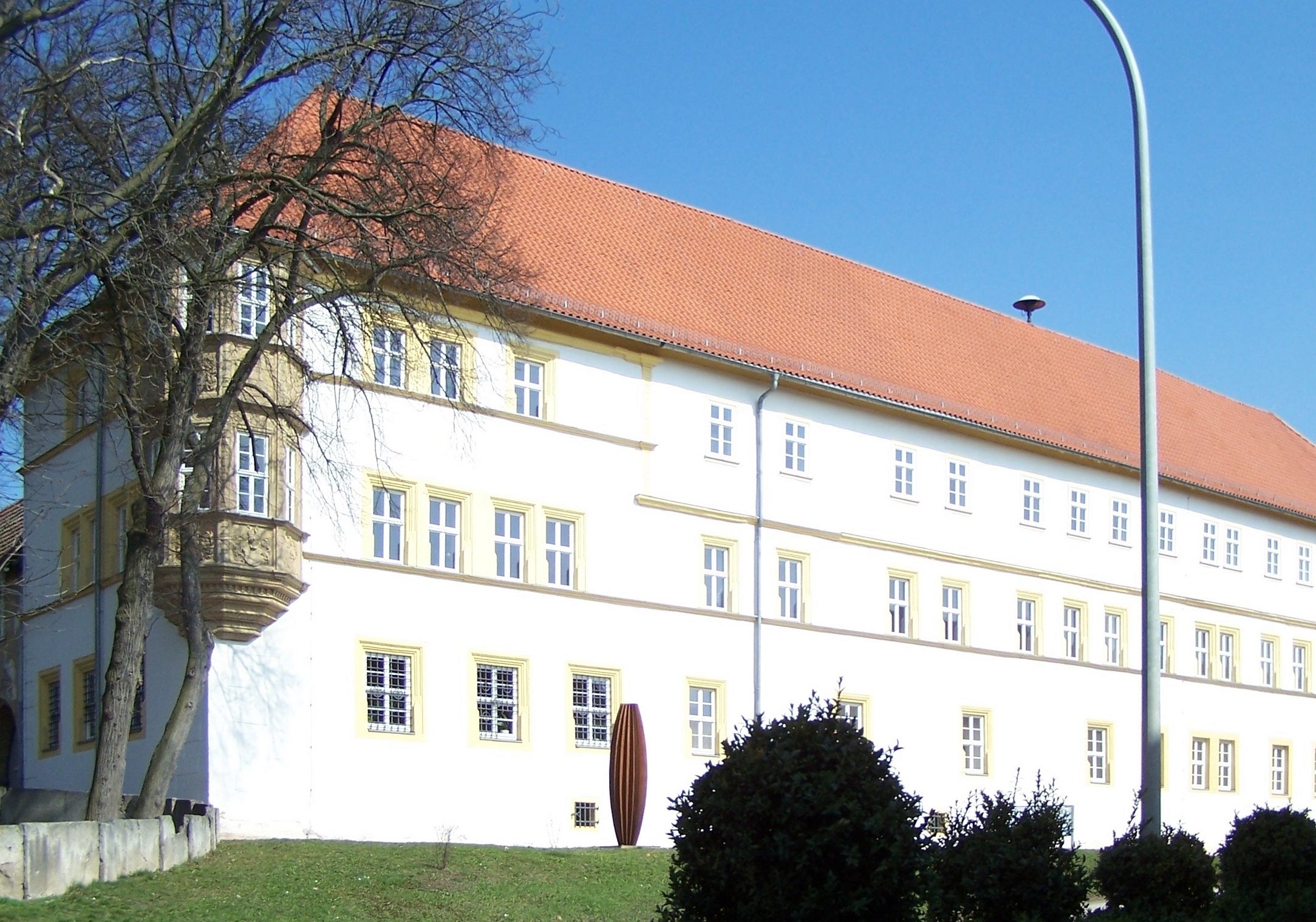
Schloss Behringen, Südansicht (2009)
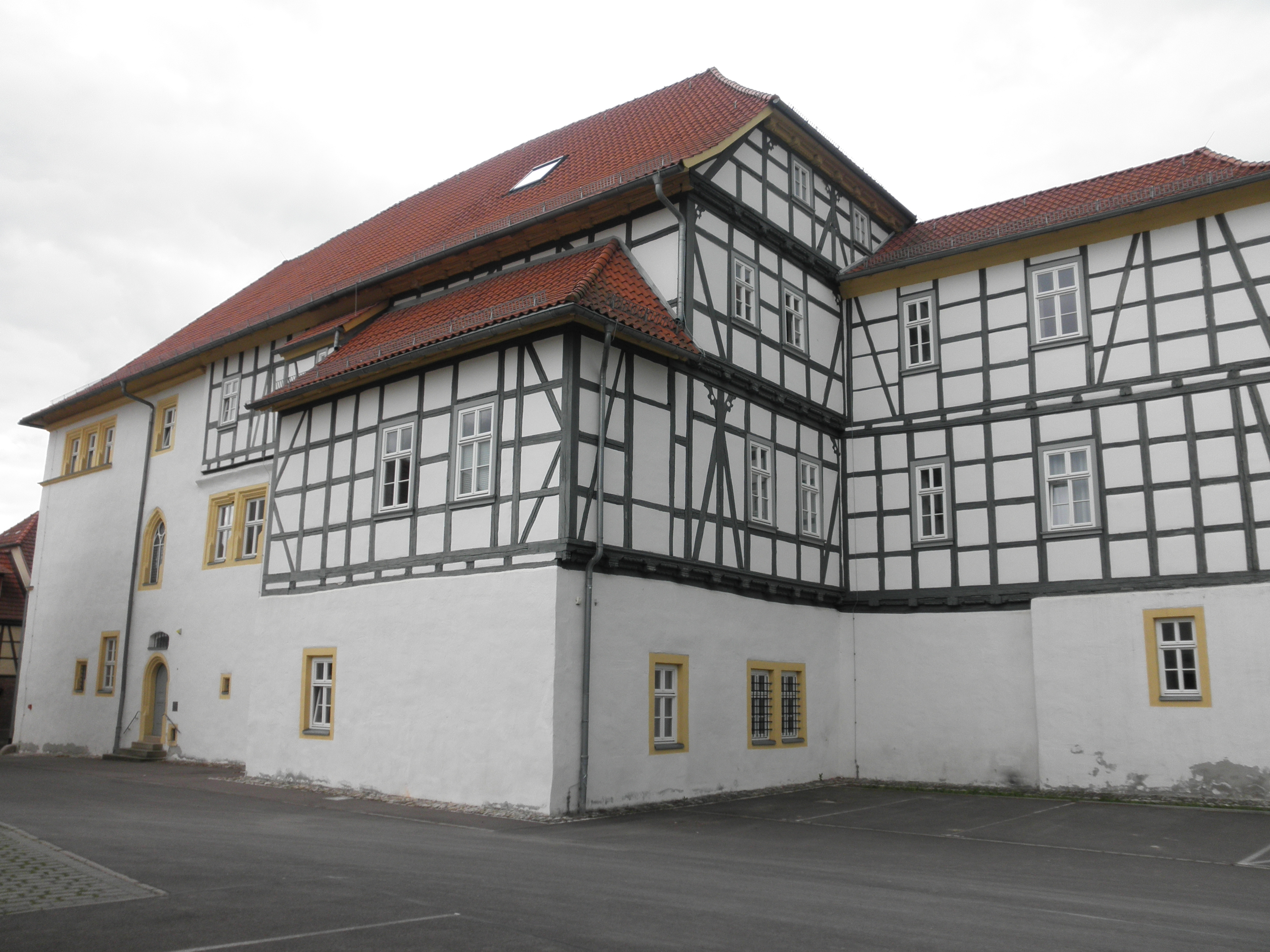
Schloss Behringen, Ostansicht (2010)
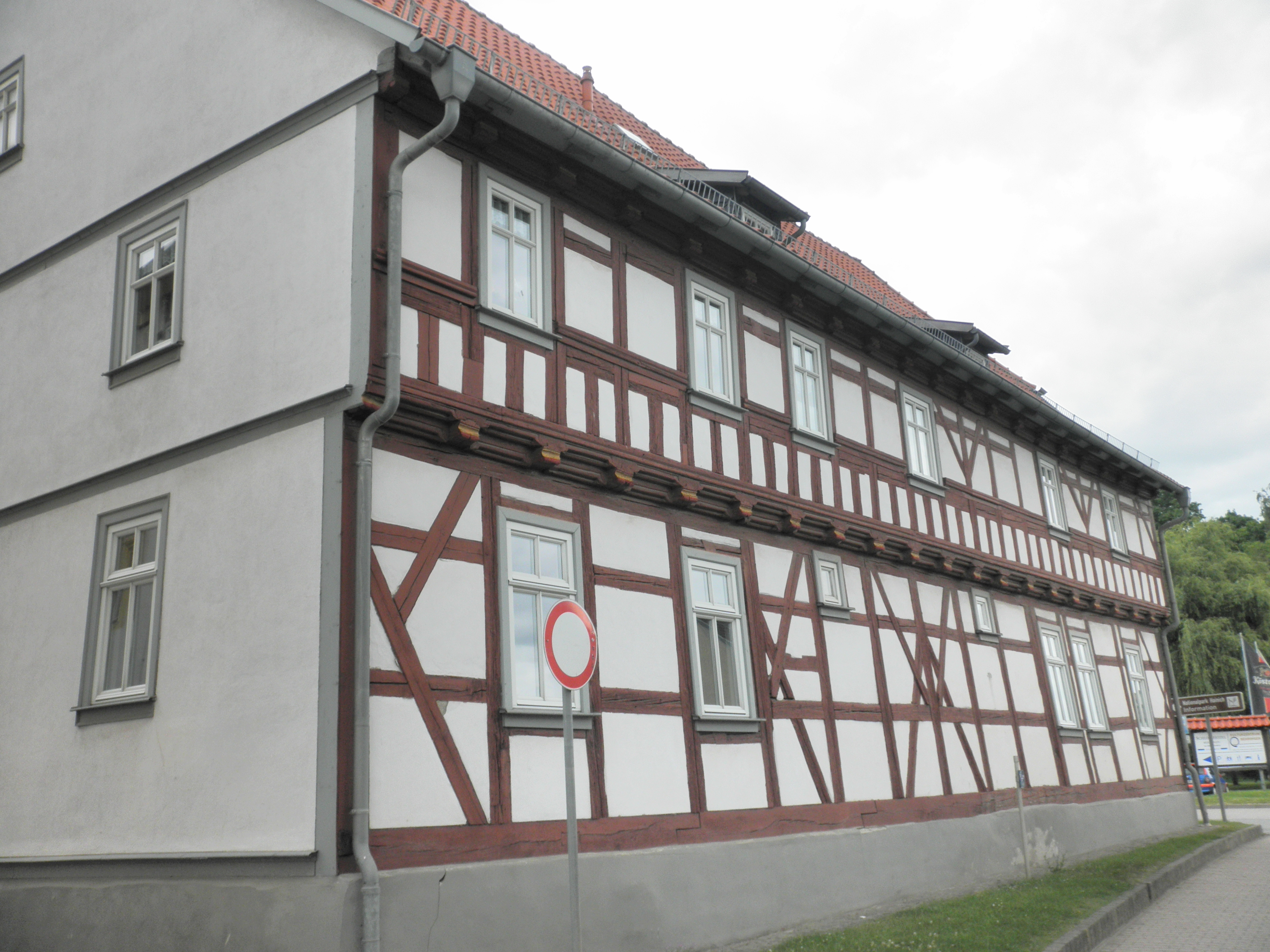
Heimatmuseum im früheren Inspektorhaus (2010)
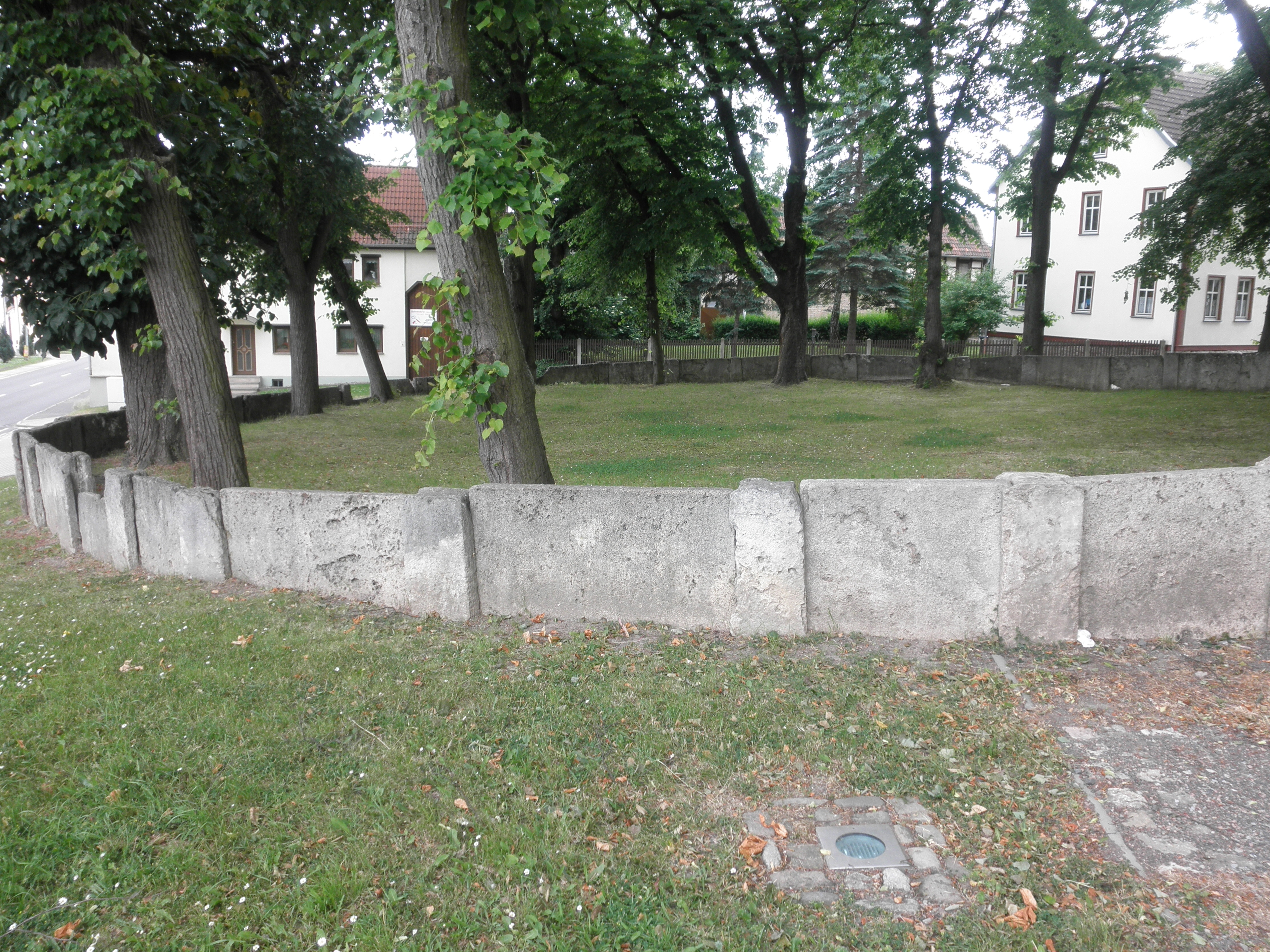
Gerichtsplatz, südöstlich neben dem Schloss (2010)
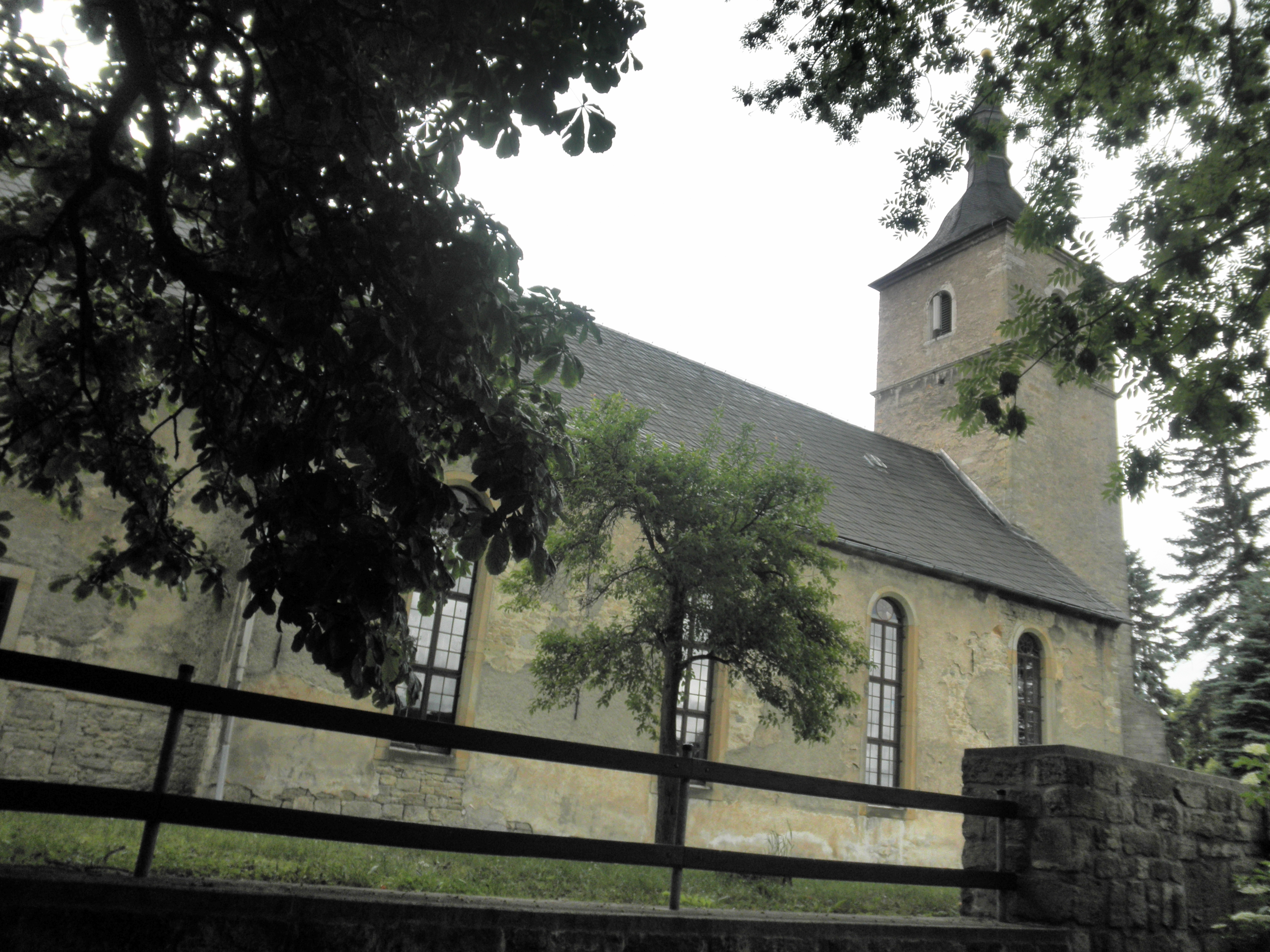
Kirche in Grossenbehringen (2010)
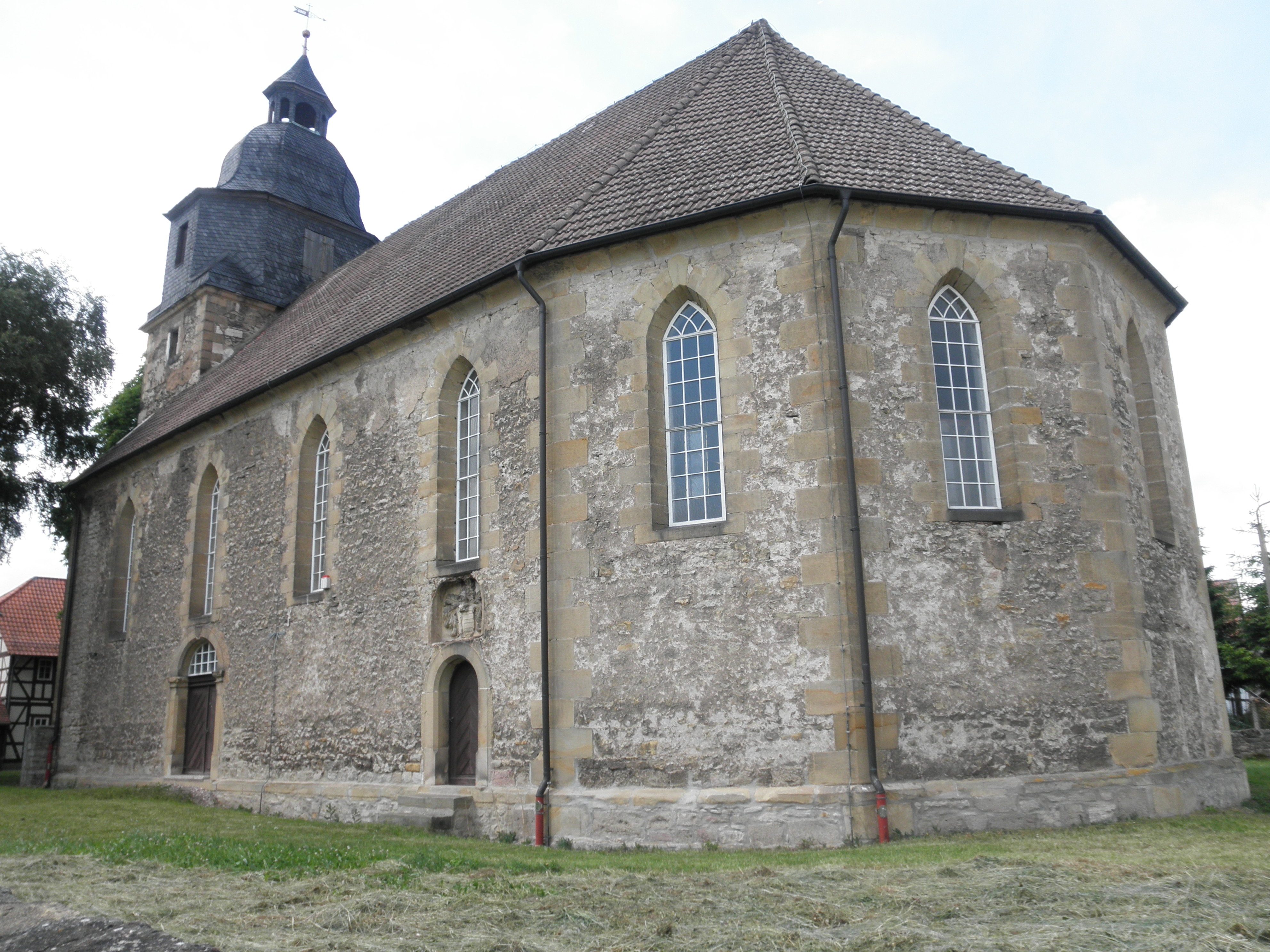
Christuskirche in Oesterbehringen (2010) mit einer Orgel von Valentin Knauf aus dem Jahre 1827

## Verkehr

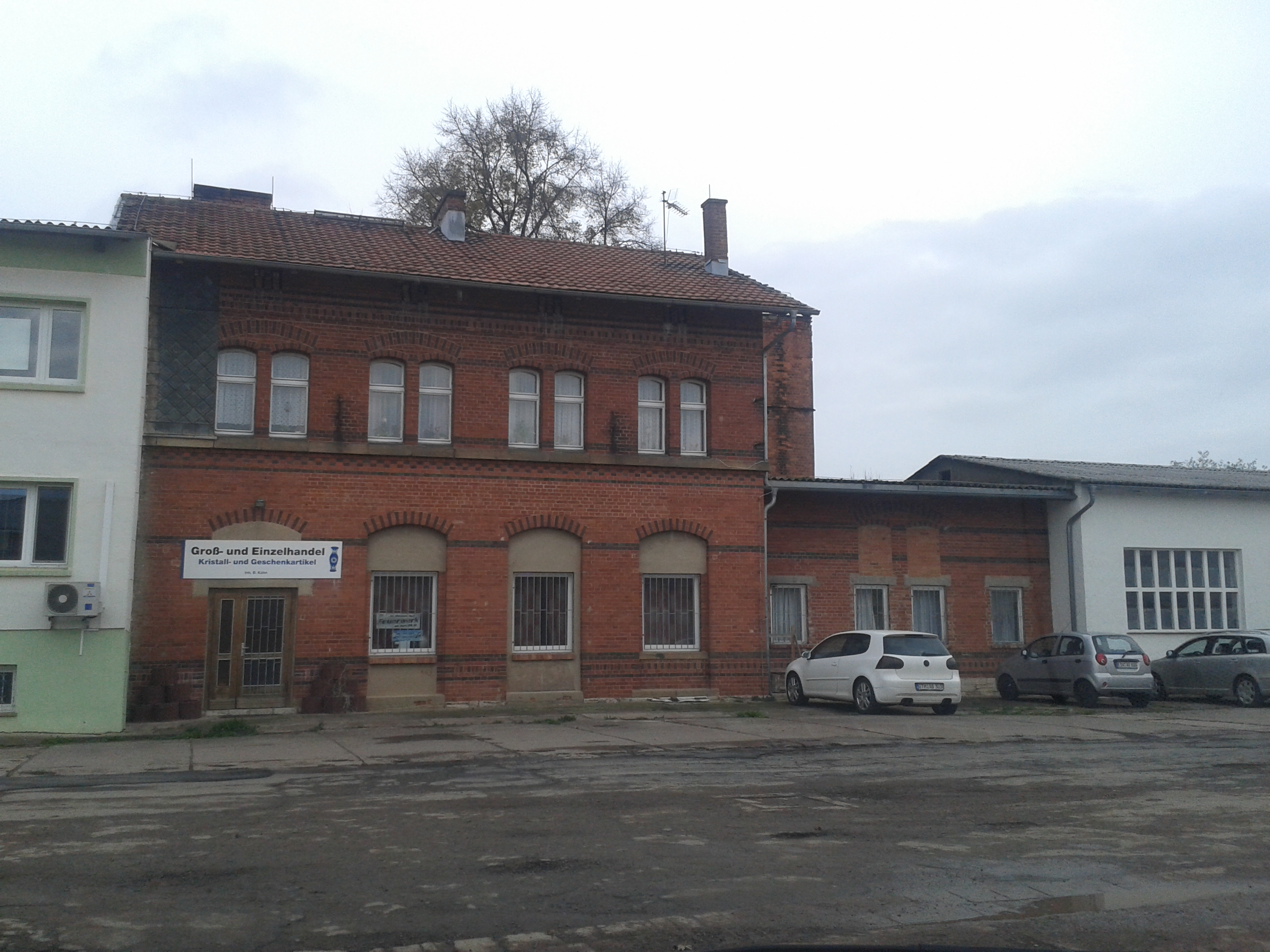
Der frühere Bahnhof von Behringen

Durch Behringen führt die Bundesstraße 84, die Landesstraße L 1029 zweigt nach Friedrichswerth ab und die Kreisstraße K 503 erschließt den Ort Wolfsbehringen.
Behringen war bis 1947 Endpunkt der Nessetalbahn. Die am 1. Mai 1890 eröffnete Strecke war eine eingleisige Nebenbahn, die in Bufleben von der Bahnstrecke Gotha–Leinefelde abzweigte und über Friedrichswerth nach Großenbehringen führte.
Am 15. September 1947 wurde die Strecke stillgelegt und anschließend als Reparationsleistung abgebaut. 2011 wurde auf der ehemaligen Bahntrasse der Nessetal-Radweg fertiggestellt.

## Sport
Behringen hat mehrere Sportvereine, darunter den Fußballverein FSV 1968 Behringen e. V. und den Handballverein SV Town&Country Behringen-Sonneborn e. V.

## Töchter und Söhne
- Ernst Wilhelm Wolf (* 25. Februar 1735 in Großenbehringen; † 1. Dezember 1792 in Weimar), Hofkapellmeister, Pianist und Komponist
- Carl Christian Friedrich Langheld (* 2. März 1751 in Großenbehringen; † 19. Juli 1823 in Waltershausen), Gerichtshalter und Amtmann
- Paul Jung (16. April 1939 in Oesterbehringen; † 6. April 2006 in Halle/Saale) Metallgestalter, Industriedesigner und Hochschullehrer